# Муг Корб
Муг Корб — (ірл. — Mug Corb) — Слуга Колісниці, він же: Мак Корб (ірл. — Mac Corb), Син Колісниці — верховний король Ірландії. Час правління: 362–355 до н. е. (згідно з «Історією Ірландії» Джеффрі Кітінга) [2] або 506–499 до н. е. (відповідно до «Хроніки Чотирьох Майстрів») [3]. Син Кобхаха Каема (ірл. — Cobthach Cáem), онук Рехтайда Рігдерга (ірл. — Rechtaid Rígderg) — верховного короля Ірландії. Прийшов до влади вбивши свого попередника Мейлге Молбхаха (ірл. — Meilge Molbthach). Правив Ірландією протягом шести років. Був вбитий Енгусом Олломом — онуком верховного короля Ірландії Лабрайда Мореплавця (ірл. — Labraid Loingsech). Своє ім'я — Слуга Колісниці або Син Колісниці отримав, коли відремонтував для свого сина власноруч зламану колісницю. «Книга захоплень Ірландії» (ірл. — Lebor Gabála Érenn) синхронізує час його правління з правлінням Птолемея III Евергета в Єгипті (246–222 до н. е.) [1], але Джеффрі Кітінг та ірландські історики Чотири Майстри відносять його правління до більш давніх часів. що більш імовірно.